# 瑟索站
瑟索站（英語：Thurso railway station）是位於蘇格蘭高地瑟索的火車站，為遠北線的兩個端點站之一。該站是距離斯卡拉布斯特港口最近的車站（西北約3.5公里（2.2 英里）），該港口提供連接英國本土與奧克尼群島上的斯特羅姆內斯的渡輪服務。瑟索站是英國國家鐵路網最北端的車站。